# Суюндук
Суюнду́к (каз. Суйіндік) — село у складі Курмангазинського району Атирауської області Казахстану. Адміністративний центр Суюндуцького сільського округу.
У радянські часи село називалось Суїндік.
Населення — 1823 особи (2021; 2113 у 2009, 2470 у 1999, 2896 у 1989).